# Piqual

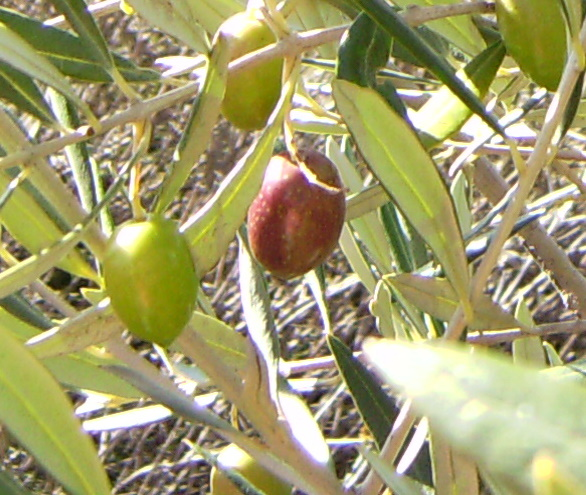
Olives piqual a l'olivera, a Castelltallat

La piqual, (en castellà: picual) és una mena d'olivera. El seu nom ve de la forma de pic que tenen els fruits. Es tracta de la principal varietat espanyola, amb unes 700.000 hectàrees conreades. Estesa principalment a Andalusia és pràcticament l'única varietat de Jaén i és molt comuna a Còrdova i Granada.

## Característiques
Es considera força vigorosa, de ràpida entrada en producció i bastant resistent al fred (en relació amb les condicions climatològiques d'Andalusia, però en realitat és menys resistent al fred que l'arbequina). També suporta l'excés d'humitat (suporta l'excés d'aigua al sòl durant més temps que altres varietats) i la salinitat. En canvi, és poc resistent a l'aridesa i a les terres calcàries, on desenvolupa l'anomenada clorosi fèrrica, la qual torna les fulles grogues i n'alenteix el creixement i la producció.
Com que el fruit és de mida mitjana i amb poca resistència a desprendre's per vibració, la piqual és una varietat fàcil de collir mecanitzadament.
L'oli és de qualitat mitjana i molt estable. Per les seves bones característiques aquesta varietat és la base de moltes noves plantacions del sud d'Espanya.